# Мария-Антуанетта Шварцбург-Рудольштадтская
Мария-Антуанетта Шварцбург-Рудольштадтская (нем. Marie Antoinette von Schwarzburg-Rudolstadt; 7 февраля 1898, Гросхартау, Королевство Саксония — 4 ноября 1984, Клинген, ФРГ) — принцесса Шварцбургская. Последняя представительница Шварцбургского дома, по женской линии.

## Биография
Мария-Антуанетта родилась 7 февраля 1898 года. Она была старшей дочерью наследника престола Шварцбурга-Рудольштадта, Зиццо Шварцбург-Рудольштадтского (1860—1926) и его супруги Александры Ангальтской (1868—1958). У неё были младшие брат и сестра: Ирена (1899—1939) и Фридрих Гюнтер (1901—1971).
Мария-Антуанетта выросла в поместье Гросхартау. Сначала она получила частные уроки у себя дома, затем её вместе с братом и сестрой отправили в школу-интернат в замке Биберштайн недалеко от Фульды. В 1918 году, когда принцессе было 20 лет, все немецкие монархии были свергнуты, в результате Ноябрьской революции.
4 января 1925 года она вышла замуж за Фридриха Магнуса V Сольмс-Вильденфельского (1886—1945), супруги имели пятерых детей. В 1945 году её супруг скончался в психиатрической больнице.
В 1945 году, по мере приближения красной армии, она вместе с семьёй бежала на запад Германии. Там она поселилась Клинген, где прожила оставшуюся часть жизни.
В конце 1971 года, умер её брат Фридрих Гюнтер, который не имел детей. После его смерти пресеклась мужская линия дома Шварцбургов. Исторически в Шварцбурге наследование происходило по полусалическому закону, то есть женщины наследовали власть, после вымирания всех мужских представителей династии. Поэтому главенство в доме Шварцбургов перешло к Марии-Антуанетте.
Умерла Мария-Антуанетта 4 ноября 1984 года. После её смерти главенство в доме унаследовал её старший сын.

## Потомки
От брака с Фридрихом Магнусом Сольмс-Вильденфельским, она имела пятерых детей:
- Анна Сольмс-Вильденфельская (1 января 1926 — 7 июля 2015), замужем не была. Детей не имела.
- Фридрих Магнус VI Сольмс-Вильденфельский (род. 18 января 1927), был трижды женат. Имел двух сыновей от первого брака:
  - Михаэль Сольмс-Вильденфельский (10 января 1949 — 2006), женат не был. Детей не имел.
  - Константин Сольмс-Вильденфельский (род. 9 марта 1950), в 1973 году женился на Габриэле Шайсберг (род. 1951). Позже супруги развелись. В 1994 году женился на Эрике Крумаххер (род. 1937). Оба брака бездетные.
- Ютта Сольмс-Вильденфельская (род. 12 февраля 1928), в 1957 году вышла замуж за ливанца Салима Фарида Саада (1922—2000). Детей супруги не имели.
- Альбрехт Зиццо Сольмс-Вильденфельский (28 мая 1929 — 8 февраля 2010), в 1970 году женился на враче Ингрид Гросс (род. 1933). Супруги развелись в 1977 году. Детей не имели.
- Кристина Сольмс-Вильденфельская (род. 27 мая 1938), в 1971 году вышла замуж за Дитриха Гросса (1923—2005). У них родился один сын:
  - Александр Гросс (про него ничего неизвестно)[7]